# 2016年フィリピン大統領選挙
2016年フィリピン大統領選挙（2016ねんフィリピンだいとうりょうせんきょ、英語: Philippine presidential election, 2016）は、2016年5月9日にフィリピンで執行された大統領を選出する選挙である。
再選は禁止されているため、現職のベニグノ・アキノ3世の大統領選挙出馬は認められていない。

## 大統領選挙

### 概要
2016年2月9日より選挙活動が始まった。現職のアキノ大統領は後継者として前内務・自治相だったマヌエル・ロハスを候補者として擁立した。
しかし、世論調査で支持率トップを走る候補者の一人、グレース・ポー上院議員は候補者資格を剥奪され、異議申し立ての裁判が進行していた。これは2015年12月に「フィリピン国内における出生」および「投票日からさかのぼって10年間の国内居住」を定める候補者要件などを満たしていないとして、選挙管理委員会から失格処分を受けたことによるものである。この裁判については、2016年3月8日、最高裁判所が9対6で出生要件及び10年居住要件を認める判断をしたことにより決着した。　

### 候補者

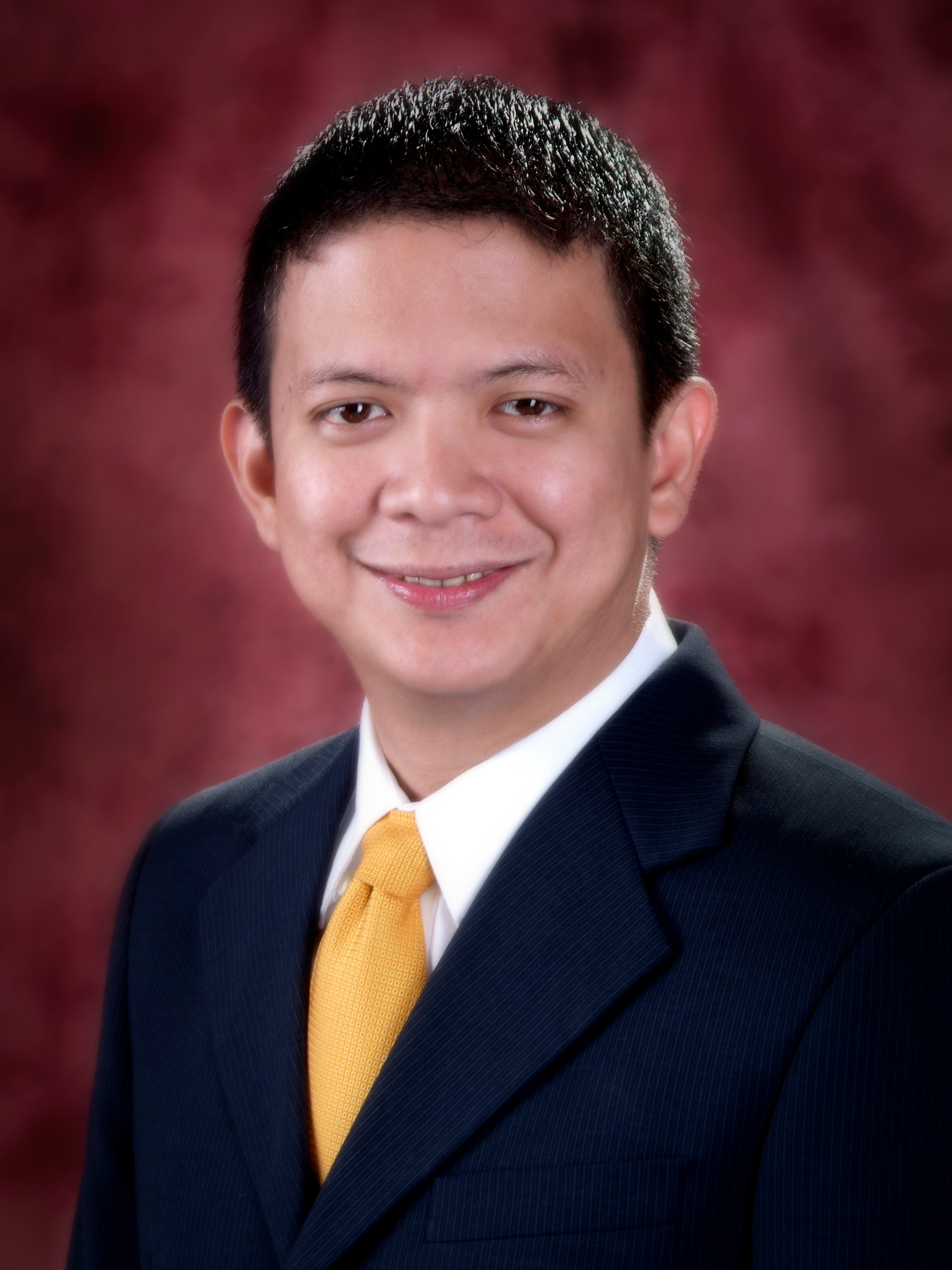
フランシス・エスクデロ
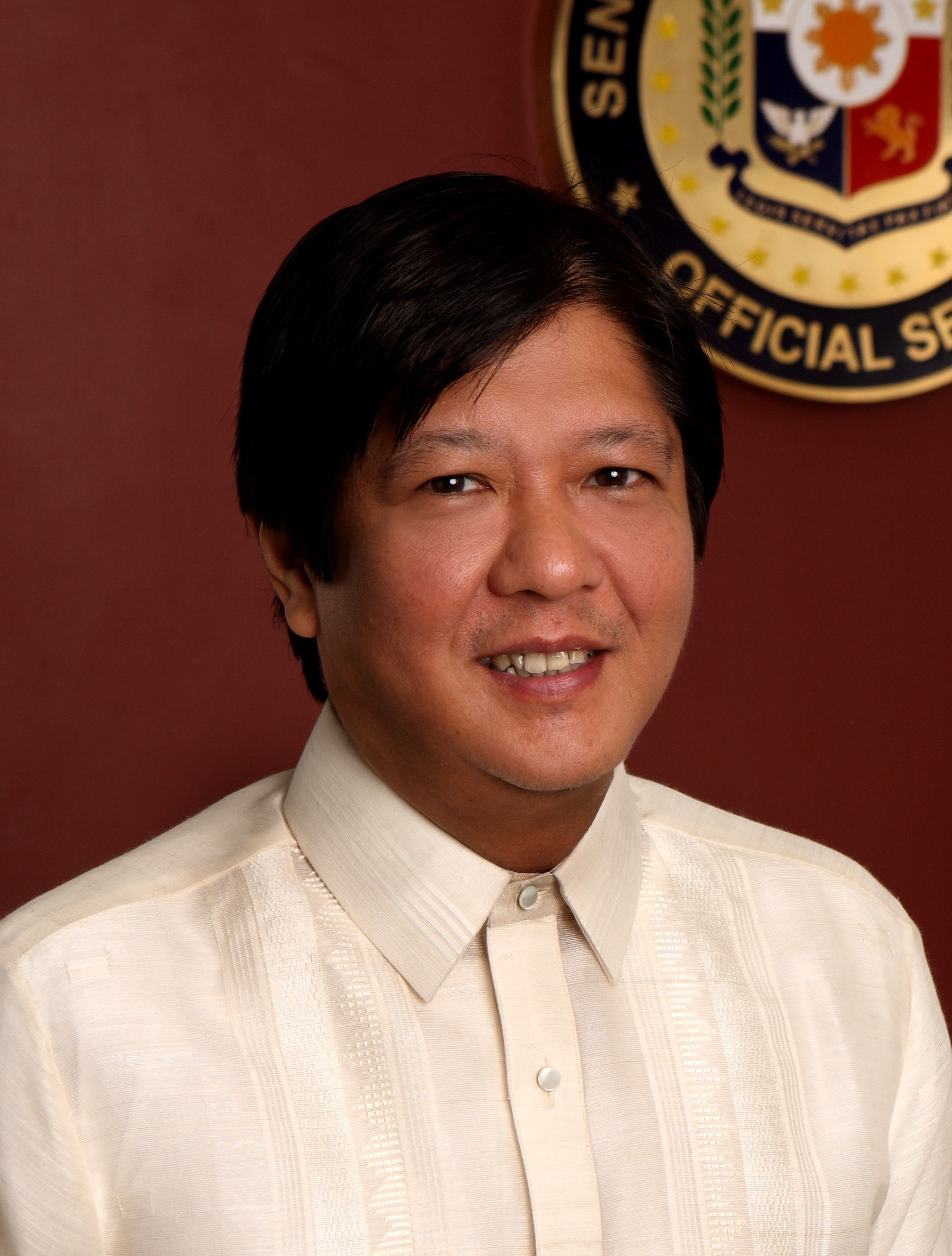
ボンボン・マルコス
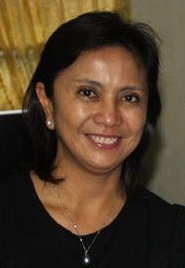
レニー・ロブレド
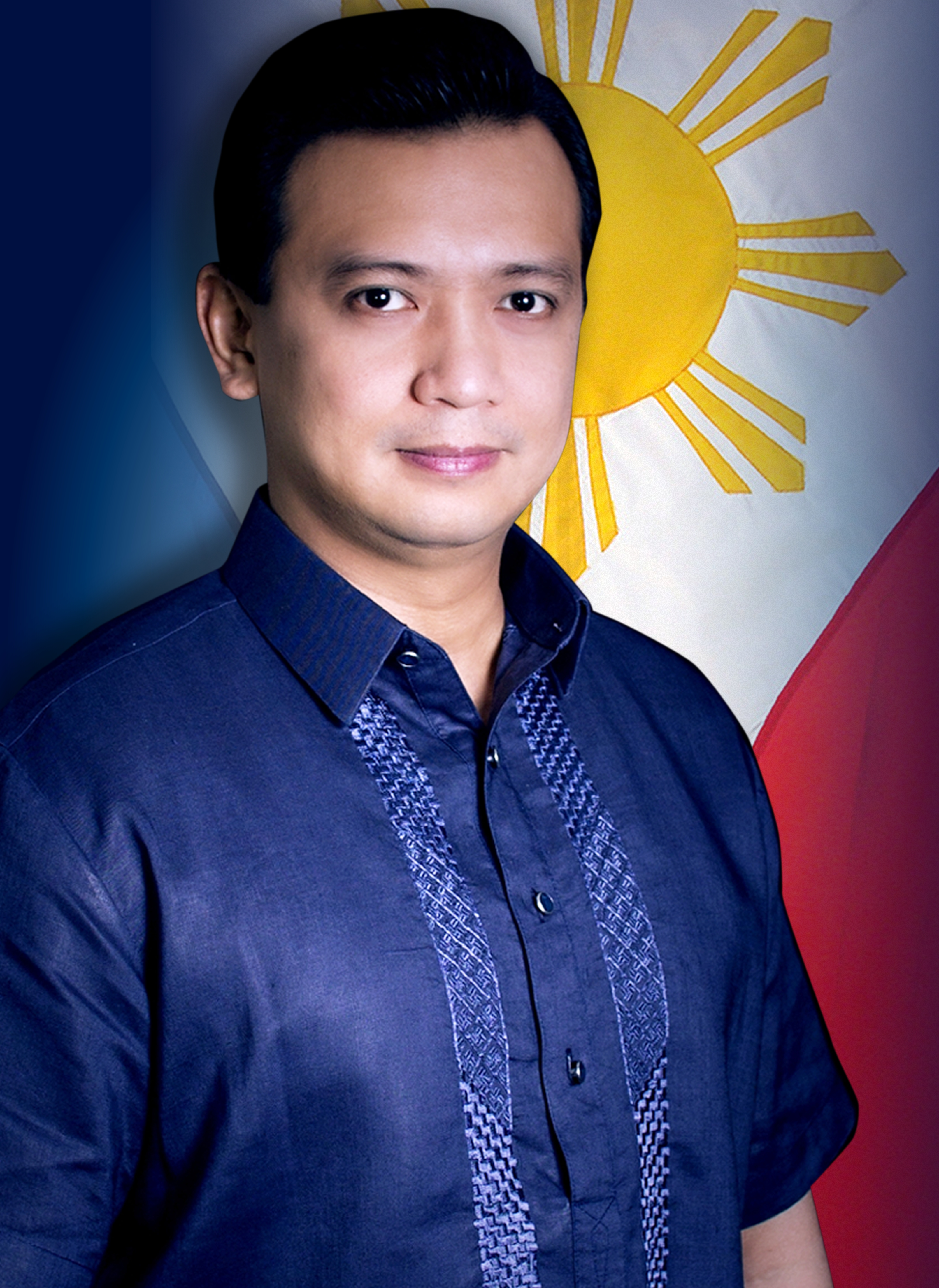
アントニオ・トリリャネス

| 統一国民同盟           | 国民改革党                           | 民主党・国民の力     |
| ジェジョマール・ビナイ | ミリアム・デフェンサー・サンティアゴ | ロドリゴ・ドゥテルテ |
|                        |                                      |                      |
| 副大統領               | 上院議員                             | ダバオ市長           |
|                        |                                      |                      |

| 無所属         | 自由党           | 労働党           |
| グレース・ポー | マヌエル・ロハス | ロイ・セニェレス |
|                |                  |                  |
| 上院議員       | 前内務・自治相   | 下院議員         |
|                |                  |                  |

### 選挙結果
2016年5月9日の選挙は即日開票され、ロドリゴ・ドゥテルテが次点候補に600万票以上の差をつけて圧勝し、6月30日に就任した。また労働党のロイ・セニェレスは選挙期間直前に病死し、セニェレスへの投票は無効票と扱われた。
| 候補者                        | 候補者                               | 所属政党                   | 得票数     | 得票率 |
|                               | ロドリゴ・ドゥテルテ                 | フィリピン民主党・国民の力 | 16,601,997 | 39.01% |
|                               | マヌエル・ロハス                     | 自由党                     | 9,978,175  | 23.45% |
|                               | グレース・ポー                       | 無所属                     | 9,100,991  | 21.39% |
|                               | ジェジョマール・ビナイ               | 統一国民同盟               | 5,416,140  | 12.73% |
|                               | ミリアム・デフェンサー・サンティアゴ | 国民改革党                 | 1,455,532  | 3.42%  |
| 有効票数（有効率）            | 有効票数（有効率）                   | 有効票数（有効率）         | 42,552,835 | 94.61% |
|                               | ロイ・セニェレス                     | フィリピン労働党           | 25,779     | -      |
| 無効票数（無効率）            | 無効票数（無効率）                   | 無効票数（無効率）         | 2,426,316  | 5.39%  |
| 投票総数（投票率）            | 投票総数（投票率）                   | 投票総数（投票率）         | 44,979,151 | 80.69% |
| 有権者数                      | 有権者数                             | 有権者数                   | 55,739,911 | 100.0% |
| 出典: Commission on Elections |                                      |                            |            |        |

## 副大統領選挙

### 候補者
- フランシス・エスクデロ（英語版）
- ボンボン・マルコス
- レニー・ロブレド
- アントニオ・トリリャネス（英語版）

### 選挙結果
副大統領はベニグノ・アキノ3世現大統領の派閥に属する女性下院議員のレニー・ロブレドが1442万票を獲得し、当選が決まった。なお、副大統領候補として立候補していたフェルディナンド・マルコスの息子ボンボン・マルコスは26万票差で落選した。
| 候補者             | 候補者                     | 所属政党           | 得票数     | 得票率 |
|                    | レニー・ロブレド           | 自由党             | 14,418,817 | 35.11% |
|                    | ボンボン・マルコス         | 無所属             | 14,155,344 | 34.47% |
|                    | アラン・ピーター・カエタノ | 無所属             | 5,903,379  | 14.38% |
|                    | フランシス・エスクデロ     | 無所属             | 4,931,962  | 12.01% |
|                    | アントニオ・トリリャネス   | 無所属             | 868,501    | 2.11%  |
|                    | グレゴリオ・ホナサン       | 統一国民同盟       | 788,881    | 1.92%  |
| 有効票数（有効率） | 有効票数（有効率）         | 有効票数（有効率） | 41,066,884 | 91.30% |
| 無効票数（無効率） | 無効票数（無効率）         | 無効票数（無効率） | 3,912,267  | 8.70%  |
| 投票総数（投票率） | 投票総数（投票率）         | 投票総数（投票率） | 44,979,151 | 80.69% |
| 有権者数           | 有権者数                   | 有権者数           | 55,739,911 | 100.0% |